# John Harkes
John Harkes (Kearny (New Jersey), 8 maart 1967) is een Amerikaans voetbalcoach en voormalig voetballer. Hij was voornamelijk een winger op de linkervleugel en won de League Cup met het Engelse Sheffield Wednesday in 1991. Harkes speelde 90 interlands in het Amerikaans voetbalelftal en scoorde zes doelpunten.

## Clubcarrière
Harkes begon zijn loopbaan in 1989 bij Albany Capitals, een club uit de staat New York. Nog geen jaar later maakte hij de overstap naar Engeland, waar hij voor Sheffield Wednesday ging spelen. Sheffield Wednesday was doorgaans een eersteklasser, uitkomend in de toenmalige hoogste divisie: de First Division.
Harkes won in 1991 de League Cup met Sheffield Wednesday als underdog tegen Manchester United. Sheffield was namelijk tweedeklasser, maar zou in 1991 promoveren. Harkes verloor nog eens twee finales in zijn laatste seizoen bij de club. De finale van de FA Cup én de finale van de League Cup – waarin hij de club op voorsprong bracht – werden verloren tegen Arsenal, dat toen onder leiding stond van George Graham. De FA Cup-finale tegen Arsenal werd beslist met een replay.
Harkes is anno 2022 nog steeds de enige Amerikaan die ooit scoorde in een League Cup-finale.
Harkes speelde drie seizoenen voor Sheffield Wednesday, waarvan twee seizoenen onder leiding van trainer Trevor Francis. Hij tekende vervolgens een contract bij Derby County, waarvoor hij van 1993 tot 1995 speelde. Tijdens het seizoen 1995/96 werd Harkes door Derby County verhuurd aan West Ham United. Daarna keerde Harkes terug naar de Verenigde Staten. Harkes was jarenlang een vaste waarde in de Major League Soccer (MLS) voor achtereenvolgens D.C. United uit de hoofdstad Washington D.C., New England Revolution uit Massachusetts en Columbus Crew uit Ohio. De flankmiddenvelder beëindigde zijn loopbaan bij die laatste club in 2002.

## Erelijst
| Competitie          |                     |                     |
| Competitie          | Aantal              | Jaren               |
| Sheffield Wednesday | Sheffield Wednesday | Sheffield Wednesday |
| ------------------- | ------------------- | ------------------- |
| League Cup          | 1×                  | 1990/91             |

## Interlandcarrière
John Harkes was international van 1987 tot 2000. Hij vertegenwoordigde de Verenigde Staten op de WK's van 1990 en 1994 (georganiseerd door de Verenigde Staten).

## Trainerscarrière
Harkes werd na zijn loopbaan als speler actief als trainer. Professionele clubs die hij reeds coachte zijn de New York Red Bulls en FC Cincinnati.